# Inés Arrimadas
Inés Arrimadas García (ur. 3 lipca 1981 w Jerez de la Frontera) – hiszpańska i katalońska polityk oraz prawniczka, działaczka Obywateli – Partii Obywatelskiej, w latach 2020–2023 przewodnicząca tej partii, posłanka do parlamentu Katalonii oraz do Kongresu Deputowanych.

## Życiorys
Kształciła się na Universidad Pablo de Olavide w Sewilli, gdzie ukończyła prawo (ze specjalizacją w zakresie prawa gospodarczego) oraz administrację i zarządzanie przedsiębiorstwem. W latach 2004–2005 studiowała w IPAG Business School w Nicei. Pracowała w przedsiębiorstwie przemysłowym i firmie konsultingowej. Podjęła następnie praktykę adwokacką w Barcelonie.
Dołączyła do Obywateli, była rzeczniczką grupy młodzieżowej ugrupowania. W 2011 weszła w skład komitetu wykonawczego partii. W 2012, 2015 i 2017 wybierana do katalońskiego parlamentu X, XI i XII kadencji. W 2015 i 2017 była oficjalną kandydatką swojego ugrupowania na przewodniczącego Generalitat de Catalunya. Była też rzeczniczką grupy poselskiej Obywateli i liderem parlamentarnej opozycji. W 2017 prowadzone przez nią ugrupowanie, opowiadające się za pozostaniem Katalonii w Hiszpanii, wygrało wybory regionalne. Pozostało jednak w opozycji wobec rządu tworzonego przez formacje separatystyczne.
Inés Arrimadas w 2019 zdecydowała się na podjęcie działalności w polityce krajowej. W wyborach z kwietnia uzyskała mandat posłanki do Kongresu Deputowanych. Stanęła wówczas na czele frakcji parlamentarnej Obywateli. W kolejnych wyborach z listopada 2019 z powodzeniem ubiegała się o reelekcję. W tym samym miesiącu ogłosiła swoją kandydaturę na funkcję przewodniczącej Obywateli, gdy po słabym wyniku partii ustąpił z niej Albert Rivera. W marcu 2020 zwyciężyła w partyjnych wyborach, stając w konsekwencji na czele swojego ugrupowania, którym kierowała do stycznia 2023.